# L'ultimo giorno d'estate
L'ultimo giorno d'estate è un film tv del 2007, diretto da Blair Treu.

## Trama
L'estate è ormai giunta al suo ultimo giorno ed il piccolo Luke esprime il desiderio di rivivere all'infinito quella giornata. Il suo desiderio però si avvera.